# Noble Johnson
Noble Johnson est un acteur et producteur américain, de son nom complet Noble Mark Johnson, né à Marshall (Missouri, États-Unis) le 18 avril 1881 et mort à Yucaipa (Californie, États-Unis) le 9 janvier 1978.

## Biographie
Noble Johnson débute comme acteur en 1915 et apparaît dans 144 films (dont environ 70 muets) jusqu'en 1950, année où il se retire. D'origine afro-américaine, il interprète souvent des personnages secondaires de "couleur" ou, dans les nombreux westerns auxquels il participe, des petits rôles d'indiens. Ainsi, il joue le chef indigène dans King Kong (version de 1933), et le chef indien Chemise Rouge dans La Charge héroïque (1949) de John Ford. Outre ce dernier, il retrouve à plusieurs reprises Cecil B. DeMille — entre autres —, notamment dans Les Dix Commandements (version muette de 1923).
Noble Johnson fait également figure de pionnier du cinéma américain, puisqu'il fonde en 1916 sa propre compagnie de production, la Lincoln Motion Picture Company, dont l'ambition est de présenter des films destinés à un public afro-américain (avec distribution et équipe technique à l'avenant). Face aux difficultés liées à la ségrégation raciale aux États-Unis, cette compagnie aura une existence éphémère, ne produisant que cinq films (dont des courts métrages), les quatre premiers (muets) de 1916 à 1919, le dernier (une coproduction) en 1932.

## Filmographie partielle

### Comme acteur
- 1915 : Mr. Jarr and the Lady Reformer d'Harry Davenport (court métrage)
- 1916 : Vingt Mille Lieues sous les mers (20,000 Leagues under the Sea) de Stuart Paton
- 1916 : Intolérance (Intolerance : Love's Struggle Throughout the Ages) de D. W. Griffith
- 1917 : The Indian's Lament de Henry MacRae (court métrage)
- 1917 : Bull's Eye (en) de James W. Horne
- 1917 : The Last of the Night Riders de Henry MacRae (court métrage)
- 1917 : The Trooper of Troop K
- 1918 : Lure of the Circus de J. P. McGowan
- 1919 : The Midnight Man de James W. Horne
- 1920 : Le Bâillon (Under Crimson Skies) de Rex Ingram
- 1920 : The Leopard Woman de Wesley Ruggles
- 1921 : The Wallop de John Ford
- 1921 : Les Quatre Cavaliers de l'Apocalypse (The Four Horsemen of the Apocalypse) de Rex Ingram
- 1921 : The Bronze Bell de James W. Horne
- 1921 : Sérénade de Raoul Walsh
- 1922 : Les Aventures de Robinson Crusoé (The Adventures of Robinson Crusoe) de Robert Hill
- 1922 : The Loaded Door de Harry A. Pollard
- 1923 : Les Dix Commandements (The Ten Commandments) de Cecil B. DeMille
- 1923 : Drums of Fate de Charles Maigne
- 1923 : The Haunted Valley de George Marshall
- 1924 : Le Voleur de Bagdad (The Thief of Bagdad) de Raoul Walsh
- 1924 : The Midnight Express de George W. Hill
- 1924 : Le Petit Robinson Crusoë (Little Robinson Crusoe) d'Edward F. Cline
- 1924 : La Croisière du Navigator (The Navigator) de Buster Keaton
- 1924 : A Man's Mate d'Edmund Mortimer
- 1925 : Dansons ! (The Dancers) d'Emmett J. Flynn
- 1925 : L'Aventure (Adventure) de Victor Fleming
- 1926 : Raymond s'en va-t-en guerre (Hands Up!) de Clarence G. Badger
- 1926 : The Flaming Frontier d'Edward Sedgwick
- 1927 : Le Roi des rois (The King of Kings) de Cecil B. DeMille
- 1927 : Vanity de Donald Crisp
- 1927 : Soft Cushions d'Edward F. Cline
- 1927 : Topsy and Eva de Del Lord
- 1928 : Épouvante (Something Always Happens), de Frank Tuttle
- 1928 : Manhattan Knights de Burton L. King
- 1928 : L'Arche de Noé (Noah's Ark) de Michael Curtiz
- 1928 : La Blonde de Singapour (Sal of Singapore) de Howard Higgin
- 1928 : À l'ouest de Zanzibar ou Le Talion (West of Zanzibar) de Tod Browning
- 1929 : Le Peau-rouge (Redskin) de Victor Schertzinger
- 1929 : Eaux troubles (Black Waters), de Marshall Neilan
- 1929 : Les Quatre Plumes blanches (The Four Feathers) de Merian C. Cooper, Lothar Mendes et Ernest B. Schoedsack
- 1929 : The Mysterious Dr. Fu Manchu de Rowland V. Lee
- 1930 : Mamba d'Albert S. Rogell
- 1930 : Moby Dick de Lloyd Bacon
- 1930 : Les Renégats (Renegades) de Victor Fleming
- 1930 : Kismet de John Francis Dillon
- 1931 : Le Fils du radjah (Son of India) de Jacques Feyder
- 1931 : East of Borneo de George Melford
- 1931 : La Fille de l'enfer (Safe in Hell) de William A. Wellman
- 1932 : Double Assassinat dans la rue Morgue (Murders in the Rue Morgue) de Robert Florey
- 1932 : La Momie (The Mummy) de Karl Freund
- 1932 : Les Chasses du comte Zaroff (The Most Dangerous Game) d'Irving Pichel et Ernest B. Schoedsack
- 1933 : White Woman de Stuart Walker
- 1933 : King Kong de Merian C. Cooper et Ernest B. Schoedsack
- 1933 : Scandales romains (Roman Scandals) de Frank Tuttle
- 1933 : Le Fils de Kong (The Son of Kong) d'Ernest B. Schoedsack
- 1934 : Massacre (titre original) d'Alan Crosland
- 1934 : Murder in Trinidad de Louis King
- 1934 : Kid Millions de Roy Del Ruth
- 1935 : Les Trois Lanciers du Bengale (The Lives of a Bengal Lancer) de Henry Hathaway
- 1935 : L'Enfer (Dante's Inferno) de Harry Lachman
- 1935 : Escape from Devil's Island (en) d'Albert S. Rogell
- 1936 : Ma femme américaine (My American Wife) de Harold Young
- 1936 : Mummy's Boys de Fred Guiol
- 1936 : Une aventure de Buffalo Bill (The Plainsman) de Cecil B. DeMille
- 1937 : La Mascotte du régiment (Wee Willie Winkie) de John Ford
- 1937 : Marie Walewska (Conquest) de Clarence Brown
- 1937 : Horizons perdus (Lost Horizon) de Frank Capra
- 1938 : Quatre Hommes et une prière (Four Men and a Prayer) de John Ford
- 1938 : M. Moto dans les bas-fonds (Mysterious Mr. Moto) de Norman Foster
- 1938 : Hawk of the Wilderness de John English et William Witney
- 1939 : Frontier Pony Express de Joseph Kane
- 1939 : Juarez de William Dieterle
- 1939 : Pacific Express (Union Pacific) de Cecil B. DeMille
- 1939 : Tropic Fury de Christy Cabanne
- 1939 : Sur la piste des Mohawks (Drums along the Mohawk) de John Ford
- 1939 : Le Premier Rebelle (Allegheny Uprising) de William A. Seiter
- 1940 : L'Enfer vert (Green Hell) de James Whale
- 1940 : Le Mystère du château maudit (The Ghost Breakers) de George Marshall
- 1940 : The Ranger and the Lady de Joseph Kane
- 1940 : Les Tuniques écarlates (North West Mounted Police) de Cecil B. DeMille
- 1940 : La Maison des sept péchés (Seven Sinners) de Tay Garnett
- 1941 : Aloma, princesse des îles (Aloma of the South Seas) d'Alfred Santell
- 1941 : En route vers Zanzibar (Road to Zanzibar) de Victor Schertzinger
- 1941 : Hurry, Charlie, Hurry, de Charles E. Roberts
- 1942 : Shut my Big Mouth de Charles Barton
- 1942 : Le Livre de la jungle (Jungle Book) de Zoltan Korda
- 1942 : The Mad Doctor of Market Street de Joseph H. Lewis
- 1942 : Ten Gentlemen from West Point de Henry Hathaway
- 1942 : Night in New Orleans de William Clemens
- 1943 : Remerciez votre bonne étoile (Thank your Lucky Stars) de David Butler
- 1943 : Le Chant du désert (The Desert Song) de Robert Florey
- 1945 : Un jeu de mort (A Game of Death) de Robert Wise
- 1946 : L'Évadé de l'enfer (Angel on My Shoulder) d'Archie Mayo
- 1946 : Plainsman and the Lady de Joseph Kane
- 1947 : Hard Boiled Mahoney de William Beaudine
- 1947 : La Belle Esclave (Slave Girl) de Charles Lamont
- 1947 : Along the Oregon Trail de R. G. Springsteen
- 1947 : Les Conquérants d'un nouveau monde (Unconquered) de Cecil B. DeMille
- 1948 : La légion des braves (en) (The Gallant Legion) de Joseph Kane
- 1948 : Dream Girl de Mitchell Leisen
- 1949 : La Charge héroïque (She wore a Yellow Ribbon) de John Ford
- 1950 : Mississippi-Express (Rock Island Trail) de Joseph Kane
- 1950 : North of the Great Divide de William Witney

### Comme producteur (intégrale)
Films produits par la Lincoln Motion Picture Company
- 1916 : The Realization of a Negro's Ambition de Harry A. Gant (court métrage ; + acteur)
- 1917 : The Law of Nature (réalisateur non mentionné)
- 1917 : A Trooper of Troop K de Harry A. Gant (court métrage ; + acteur)
- 1919 : A Man's Duty de Harry A. Gant
- 1932 : Harlem is Heaven d'Irwin Franklyn (coproduction)